# Diocesi di Tespia
La diocesi di Tespia (in latino Dioecesis Thespiensis) è una sede soppressa e sede titolare della Chiesa cattolica.

## Storia
Tespie, corrispondente all'odierna città di Thespies, è un'antica sede vescovile della Grecia, suffraganea dell'arcidiocesi di Tebe.
Unico vescovo conosciuto di Tespia è Rufino, che sottoscrisse la lettera dei vescovi della regione all'imperatore Leone (458) in seguito all'uccisione del patriarca alessandrino Proterio. Un anonimo vescovo è menzionato in una lettera di papa Leone I.
Dal XVIII secolo Tespia è annoverata tra le sedi vescovili titolari della Chiesa cattolica; la sede è vacante dal 29 agosto 1971.

## Cronotassi

### Vescovi greci
- Anonimo † (al tempo di papa Leone I)
- Rufino † (menzionato nel 458)

### Vescovi titolari
- John Talbot Stonor † (18 settembre 1715 - 29 marzo 1756 deceduto)
- Michał Żórawski † (12 luglio 1779 - 5 gennaio 1782 deceduto)
- Franciszek Alojzy Junosza-Gzowski † (23 settembre 1782 - 1786 deceduto)
- Tadeusz Józef Bukaty † (24 luglio 1786 - prima del 12 maggio 1796 deceduto)
- Peter Bernardine Collingridge, O.F.M.Rec. † (13 gennaio 1807 - 3 marzo 1829 deceduto)
- Luigi Celestino Spelta, O.F.M.Ref. † (19 settembre 1848 - 12 settembre 1862 deceduto)
- Pedro de Benavente † (27 marzo 1865 - 31 luglio 1883 deceduto)
- Antoni Baranowski † (24 marzo 1884 - 2 agosto 1897 nominato vescovo di Augustów)
- Ioan Boros (Borosiu) † (21 marzo 1923 - 12 gennaio 1937 deceduto)
- François-Joseph Person † (26 giugno 1937 - 9 settembre 1941 succeduto vescovo di Les Cayes)
- Martin John O'Connor † (14 novembre 1942 - 5 settembre 1959 nominato arcivescovo titolare di Laodicea di Siria)
- Costantino Caminada † (16 gennaio 1960 - 21 luglio 1962 nominato vescovo di Ferentino)
- Luigi Civardi † (31 agosto 1962 - 29 agosto 1971 deceduto)